# Kuhmoinen
Kuhmoinen (Kuhmois in svedese) è un comune finlandese di 2119 abitanti, situato nella regione del Pirkanmaa. Fino al 2020 ha fatto parte della regione della Finlandia Centrale, per poi essere spostato nel Pirkanmaa a partire dal 1º gennaio 2021.